# Сибирский университет потребительской кооперации
Сиби́рский университе́т потреби́тельской коопера́ции (СибУПК) — образовательное учреждение высшего профессионального образования, расположенное в Новосибирске, имеющее Лицензию Федеральной службы по надзору в сфере образования и науки на право ведения образовательной деятельности от 03.12.2018 № 2790, серия 90Л01 № 0009892 на право ведения образовательной деятельности в сфере среднего, высшего, послевузовского и дополнительного профессионального образования, Свидетельство о государственной аккредитации от № 3031 от 22.03.2019, учётная серия 90А01 №0003186.
СибУПК по состоянию на 2022 год является единственным высшим учебным заведением потребительской кооперации в районах Урала, Сибири и Дальнего Востока.

## История

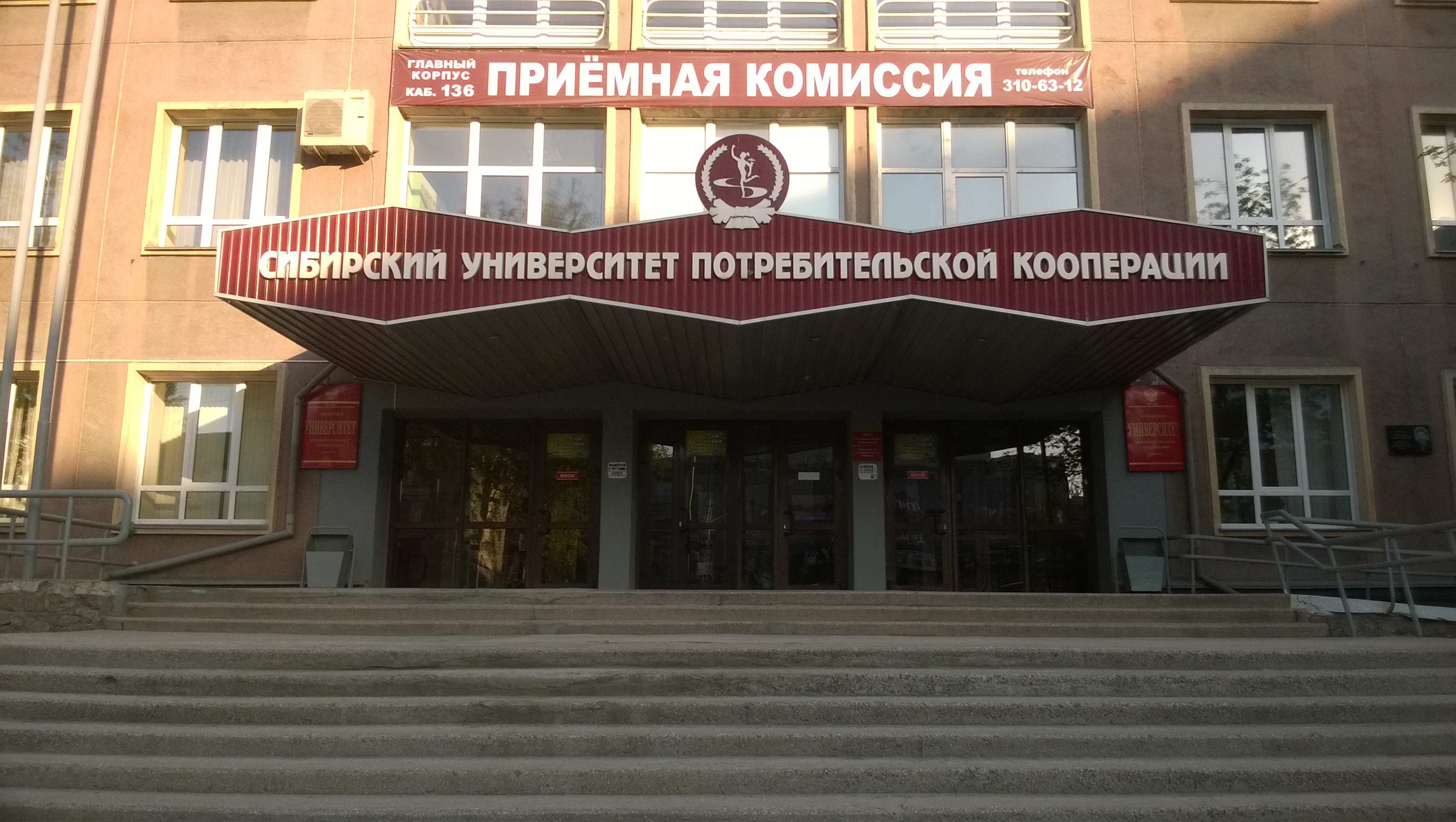

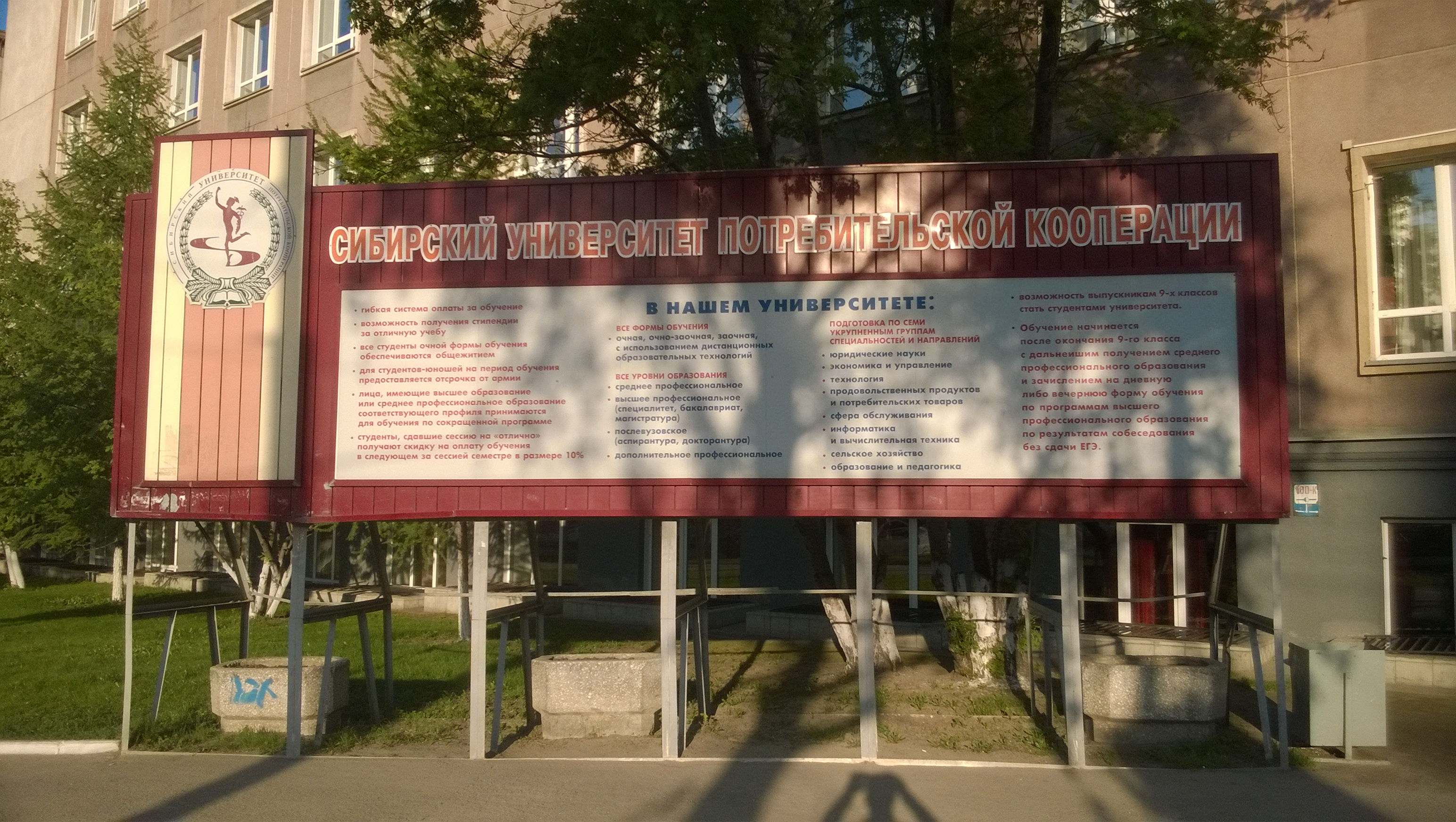

В 1901 году в Томске открывается одно из крупнейших в Российской империи Первое Сибирское Коммерческое училище имени цесаревича Алексея, где в том числе и после установления советской власти в регионе, готовятся кадры для потребкооперации Сибири (Первый Сибирский политехникум имени Тимирязева, Сибирский край, Томск).

### Техникум
В 1920 году Томское учебное учреждение способствует созданию первого учебного заведения II ступени обучения (ссуз) в городе Новониколаевске: Новониколаевский сельскохозяйственный техникум (с подготовкой специалистов потребкооперации), ставший прообразом будущего (с 1936) Новосибирского сельскохозяйственного института.
В 1929 году в Новосибирске на основе методологической базы бывшего краевого Политехникума создаётся новый Сибирский Краевой кооперативный техникум. В 1930 году решением ЗапСибкрайисполкома техникум передислоцируется в город Ачинск. В это же время в Новосибирске начинают появляться первые высшие учебные заведения.
В 1939 году в Новосибирске вновь создаётся кооперативный техникум, ныне это Новосибирский кооперативный техникум имени А. Н. Косыгина.

### Институт в советское время
14 марта 1956 года
В соответствии с Распоряжением Совета Министров СССР от 10 марта 1956 года № 1283р Центросоюзом организован институт советской кооперативной торговли Центросоюза в городе Новосибирске – НИСКТ (ныне Сибирский университет потребительской кооперации – СибУПК) в целях подготовки специалистов высшей квалификации для потребительской кооперации Сибири, Урала, Дальнего Востока. Ректором назначен канд. геогр. наук, профессор Николай Николаевич Протопопов, крупный ученый-географ, опытный педагог, известный общественный деятель.
1956 год
- Учебная работа организована в здании Новосибирского     облпотребсоюза, Красный проспект, 29;
- Созданы товароведный факультет (декан канд. геогр.     наук, доцент Л. В. Молоденков) и экономический факультет (декан канд.     экон. наук, доцент С. Г. Лифшиц);
- Для формирования специальных кафедр привлечены опытные     преподаватели специальных дисциплин из кооперативных техникумов различных     регионов, специалисты из Москвы, Минска, Ленинграда, Томска и других     городов;
- Численность научно-педагогических работников – 226     чел., из которых докторов наук – 2 , кандидатов наук – 40;
- На первый курс принято 250 студентов по специальностям     «Экономика», «Товароведение и организация торговли промышленными товарами»     и «Товароведение и организация торговли продовольственными товарами», а в     1960-е годы был осуществлен набор по специальностям «Бухгалтерский учет» и     «Технология и организация общественного питания».

1961 год
Создан заочный факультет (декан канд. ист. наук, доцент П. В. Плешаков). Высшее кооперативное образование получают работники системы потребительской кооперации среднего и высшего звена.
1959–1962 годы
- Построен учебный корпус по адресу проспект Карла     Маркса, 24; общежитие для студентов товароведного факультета; два жилых     дома для преподавателей и сотрудников. В летний период студенты работают в     составе студенческих отрядов на строительстве корпусов и общежитий     института;
- Под руководством проректора по научной работе, канд.     экон. наук, доцента Р. И. Шнипера разворачивается сотрудничество с     потребительскими союзами Сибири и Дальнего Востока, научными институтами     СО АН СССР;
- Формируются научные направления:

– теория, методология и практика кооперативного движения (руководитель – заведующий кафедрой экономики, организации и техники советской торговли, канд. экон. наук, доцент Л. А. Фалькович);
– исследования по проблемам отраслевой и региональной экономики (руководитель – заведующий кафедрой экономики, организации и планирования торговли, канд. экон. наук, доцент Н. Н. Лебедев);
– изучение ресурсов Сибири и Дальнего Востока (по заданию Центросоюза СССР), (руководители – заведующие кафедрами товароведения: д-р техн. наук, профессор Ю. Т. Жук, д-р техн. наук, профессор Н. А. Орешков).
1962 год
Создана научно-исследовательская лаборатория по изучению природных ресурсов Сибири, путей их переработки и вовлечения в товарооборот (руководитель – проректор по научной работе, канд. экон. наук, доцент Р. И. Шнипер).
1956–1965 годы
Количество выпускников – экономистов, бухгалтеров, товароведов – составило 1572 человека.
1966 год
- Построен учебный корпус по адресу проспект Карла     Маркса, 26;
- Создан технологический факультет (декан канд. техн.     наук, доцент П. Д. Березовиков). Студенты проходят производственную     практику на рабочих местах в организациях потребительской кооперации,     инспекциях по закупке сельскохозяйственной продукции, ведущих организациях     торговли и общественного питания.

1967 год
- Открыта аспирантура по четырем специальностям:     «Экономика и управление», «Бухгалтерский учет и анализ хозяйственной     деятельности», «Товароведение пищевых продуктов», «Товароведение     промышленных товаров и сырья легкой промышленности»;
- Выполняются межкафедральные научные исследования по     проблемам развития розничной и оптовой торговли, совершенствования путей     товародвижения и товароснабжения в системе потребительской кооперации     Сибири. Научный руководитель – заведующий кафедрой экономики торговли,     канд. экон. наук, профессор А. С. Туров. Рекомендации ученых легли в     основу нормативных документов, регулирующих деятельность торговли в     системе потребительской кооперации;
- На кафедре экономической географии выполняются     хоздоговорные работы по проблемам экономической оценки природных ресурсов     для организаций потребительской кооперации Сибири. Научный руководитель –     заведующий кафедрой, канд. геогр. наук, доцент Л. В. Молоденков;
- На кафедре товароведения продовольственных товаров     созданы научные лаборатории, развиваются научные направления по проблемам     товароведения и технологии переработки дикорастущего пищевого сырья, мяса     северных оленей, рыб внутренних водоемов и др. Научный руководитель –     заведующий кафедрой, д-р техн. наук, профессор Ю. Т. Жук. Организуются ежегодные     научные экспедиции преподавателей и студентов в лесные массивы Сибири и     Дальнего Востока;
- На кафедре товароведения промышленных товаров созданы     научные лаборатории, развиваются научные направления по проблемам     товароведения кожевенного сырья и обувных товаров, пушно-мехового сырья,     нетканых материалов, фотоматериалов, создаются специализированные     лаборатории. Научной работой руководит заведующий кафедрой, д-р техн.     наук, профессор Н. А. Орешков.

1967 год
Создан факультет повышения квалификации (декан канд. экон. наук, доцент С. Г. Лифшиц). Подготовку и переподготовку проходят руководители и специалисты потребительской кооперации.
1970 год
Ректором университета назначен профессор Александр Семенович Туров, канд. экон. наук, профессор, основоположник научной школы по совершенствованию управления потребительской кооперацией.
1971 год
- Кафедру экономики, организации и планирования торговли     возглавил канд. экон. наук, доцент В. А. Курбетьев. Главное направление     деятельности кафедры – совершенствование подготовки специалистов для     системы потребительской кооперации;
- Деканом товароведного факультета назначен канд. с.- х.     наук, доцент В. С. Шмидт.

1972 год
- Создан учетно-экономический факультет (декан канд.     экон. наук, доцент И. И. Харламов);
- Численность научно-педагогических работников – 296     чел., из которых докторов наук – 1, кандидатов наук – 117.

1972–1973 годы
- Построены два общежития для студентов экономического и     технологического факультетов;
- Студенты в составе студенческих отрядов работают на объектах     института, выезжают на уборку урожая картофеля и овощей в колхозы     Новосибирской области и других регионов, переработку рыбы на заводах     острова Шикотан.

1966–1975 годы
Количество выпускников – экономистов, бухгалтеров, товароведов и технологов – составило 10 418 человек.
1976 год
- Сформирован студенческий городок, включающий два     учебных корпуса, четыре общежития, четыре жилых дома для преподавателей и     сотрудников института;
- Построен спортивно-оздоровительный лагерь в селе Кирза     на берегу Обского моря, который стал площадкой для производственной     практики студентов-технологов.

1978 год
- На базе Читинского кооперативном техникума открыт     филиал для подготовки кадров высшей квалификации для кооперативных     организаций Сибири и Дальнего Востока;
- Ученые НИСКТ в сотрудничестве с Институтом экономики и     организации промышленного производства СО АН СССР разрабатывают Концепцию     развития торговли Сибири и Севера (проректор по научной работе, д-р экон.     наук, профессор А.Р. Бернвальд; заведующий кафедрой статистики, д-р экон.     наук, профессор Л. П. Наговицина; доцент кафедры экономики потребительской     кооперации, канд. экон. наук, доцент Н. А. Попова и др.).

1979 год
- Постановлением Правления Центросоюза создана Отраслевая     научно-исследовательская лаборатория (ОНИЛ). Научный руководитель     лаборатории – канд. с.-х. наук, доцент В. С. Шмидт. На базе ОНИЛ     выполняются крупномасштабные проекты на основе хозяйственных договоров по     исследованию ресурсов дикорастущего пищевого сырья (грибов, ягод,     папоротников, лекарственно-технического сырья), их первичной и глубокой     переработки. Организуются ежегодные научные экспедиции преподавателей и     студентов;
- Результаты внедряются в практику деятельности потребительских     союзов Сибири и Дальнего Востока, внешнеэкономической работы Центросоюза с     Японией.
- Руководители научных проектов – заведующие кафедрой     товароведения; продовольственных товаров: д-р техн. наук, профессор Ю. Т.     Жук; канд. техн. наук, доцент И. Э. Цапалова.

1980 год
- Ученые института под руководством ректора, канд. экон.     наук, профессора А. С. Турова участвуют в разработке Продовольственной     программы СССР по блоку «Роль потребительской кооперации в реализации     Продовольственной программы». Выполняются межкафедральные научные     исследования по темам: «Совершенствование хозяйственного расчета в     кооперативных организациях» (научный руководитель – проректор по учебной     работе, канд. экон. наук, доцент) В. Г. Перегняк, «Совершенствование     управления потребительской кооперацией путем перехода на отраслевой     принцип». (научный руководитель – ректор, заведующий кафедрой научных     основ управления, канд. экон. наук, профессор А. С. Туров);
- Численность научно-педагогических работников превысила     300 чел., из которых докторов наук – 3, кандидатов наук – 148.

1976–1986 годы
Количество выпускников – экономистов, бухгалтеров, товароведов и технологов – составило 12 513 человек. 
1986 год
Ректором назначен д-р экон. наук, профессор Арнгольд Рейнгольдович Бернвальд, выпускник НИСКТ, известный ученый в области региональной экономики и экономики сферы обращения.
1987 год
- Открыт диссертационный совет по специальности 08.00.05     «Экономика и управление народным хозяйством». Председатель     диссертационного совета – ректор, д-р экон. наук, профессор А. Р.     Бернвальд, заместитель председателя – проректор по научной работе, д-р экон.     наук, профессор Л. П. Наговицина. За время функционирования совета     защищены 43 докторские и 237 кандидатских диссертаций;
- Открыт филиал в городе Душанбе для подготовки     специалистов и повышения квалификации работников потребительской     кооперации Среднеазиатского региона СССР.

1988 год
- Товароведный и технологический факультеты объединены в     инженерно-товароведно-технологический факультет (декан канд. техн. наук,     доцент Х. К. Хайруллин);
- Расширяется подготовка студентов по заочной форме     обучения. Деканом заочного факультета назначена канд. техн. наук, доцент     Г. И. Коврова;
- Создан учебно-вычислительный центр для повышения     эффективности учебного процесса и научных исследований .

1989 год
Построен детский комбинат для детей преподавателей и сотрудников института на 140 мест
1992 год
Новосибирский институт советской кооперативной торговли переименован в Новосибирский коммерческий институт Центросоюза, который начал функционировать на условиях самофинансирования.
1994 год
- Новосибирский коммерческий институт Центросоюза получил     более высокий статус и преобразован в Сибирскую коммерческую академию     потребительской кооперации;
- Численность научно-педагогических работников составляет     244 чел., из которых докторов наук – 7, кандидатов наук – 95.

1986–1995 годы
Количество выпускников – экономистов, бухгалтеров, товароведов и технологов – составило 12 968 человек
1996-2006 годы
•          Под руководством ректора, д-ра экон. наук, профессора А. Р. Бернвальда началась реализация концепции расширения перечня специальностей и развития иногородних образовательных подразделений;
•          Под руководством проректора по учебной работе, д-ра экон. наук, профессора З. А. Капелюк организован учебный процесс по новым специальностям: «Коммерция», «Маркетинг», «Юриспруденция», «Домоведение», «Финансы и кредит», «Мировая экономика», «Антикризисное управление», «Реклама».
1996 год
- Создан юридический факультет (декан канд. юрид. наук,     доцент, Заслуженный юрист РФ Я. М. Козицин). Под руководством проректора     по юридическому образованию канд. юрид. наук, профессора Л. И. Устиновой и     заместителя проректора Г. А. Жиганова организована     практико-ориентированная подготовка студентов, созданы учебные     профессиональные площадки: юридическая клиника, криминалистическая     лаборатория;
- На базе научной лаборатории кафедры товароведения     продовольственных товаров создан один из первых в Сибирском регионе     аккредитованный «Испытательный центр по сертификации пищевых продуктов».     Деятельность центра имела существенный научный и коммерческий результат.     Руководитель центра канд. техн. наук Р. Г. Багаутдинов.

1997 год
Сибирская коммерческая академия потребительской кооперации преобразована в Сибирский университет потребительской кооперации (СибУПК).
1997–1999 годы
Под руководством первого проректора, д-ра экон. наук, профессора Л. А. Сипко создана сеть региональных структурных подразделений на базе кооперативных техникумов в городах Ачинск, Барнаул, Владивосток, Красноярск, Омск, Кызыл, Иркутск, Петропавловск-Камчатский, Тюмень, Улан-Удэ, Якутск.
1997 год
Под руководством проректора по научной работе, д-р экон. наук, профессора Л. П. Наговициной ученые СибУПК участвуют в разработке «Программы стабилизации и развития потребительской кооперации Российской Федерации на 1998–2002 гг.», «Концепции развития потребительской кооперации Российской Федерации на период до 2010 г.».
1998 год
Создан уникальный научно-практический центр по выращиванию грибов вешенок. Разработан пакет нормативной и технической документации на производство и хранение. Руководитель проекта д-р биол. наук, профессор Т. В. Теплякова.
1998–2005 годы
- Проводится система Российских научно-практических     конференций в Сибири и на Дальнем Востоке для популяризации кооперативной     идеологии, сохранения менталитета потребительской кооперации как     социально-ориентированной системы;
- По решению Центросоюза РФ преподаватели университета     закреплены кураторами региональных потребсоюзов;
- Создана кафедра андрагогики с целью формирования     системы непрерывного образования в университете. Значительный вклад в     теорию обучения взрослых внесли д-р экон. наук, профессор П. Г. Олдак и     д-р социол. наук, профессор Е. В. Руденский.

2001 год
Открыт диссертационный совет по специальности 08.00.12 Бухгалтерский учет, статистика. Председатель диссертационного совета д-р экон. наук, профессор Л. А. Сипко. За время его функционирования защищены 2 докторские и 51 кандидатская диссертации.
2002 год
- Создан Научно-исследовательский институт теоретических     и прикладных проблем кооперации для организации исследований по проблемам     развития потребительской кооперации, сельской экономики, АПК Урала, Сибири     и Дальнего Востока. Руководитель – проректор по научной работе, д-р экон.     наук, профессор Ю. А. Новоселов;
- На кафедрах экономического факультета на основе 13     хозяйственных договоров выполняются научно-исследовательские работы:     «Интеграционные пути стабилизации и развития потребительской кооперации»     для Тюменского облсеверпотребсоюза (научный руководитель – д-р экон. наук,     профессор Г. М. Ефремова), «Формирование экономического механизма     реализации социальной миссии потребительской кооперации» для Кемеровского     облпотребсоюза (научный руководитель – проректор по научной работе, д-р     экон. наук, профессор Л. П. Наговицина),«Стратегия и развития     потребительской кооперации» для потребсоюза Республики Тыва (научный     руководитель – канд. экон. наук, доцент М. И. Дроздова), «Антикризисное     управление в потребительской кооперации» для Сахалинского облпотребсоюза     (научный руководитель – канд. экон. наук, доцент В. И. Чистякова);
- Реализован крупномасштабный проект по подготовке и     выпуску серии учебников по качеству и безопасности продукции с грифом     Министерства образования РФ, подготовленных на основе результатов научных     исследований и опыта преподавания, в содружестве с Кемеровским     технологическим институтом пищевой промышленности (КемТИПП): «Экспертиза     грибов», «Экспертиза дикорастущих плодов, ягод и травянистых растений»,     «Экспертиза свежих плодов и овощей», «Экспертиза переработки плодов и     овощей». Руководитель проекта– заведующий кафедрой товароведения и     экспертизы товаров д-р техн. наук, профессор И. Э. Цапалова. .

2003 год
Открыт диссертационный совет по специальности 05.18.15 Товароведение пищевых продуктов и технология продуктов общественного питания. Председатель диссертационного совета заведующий кафедрой товароведения и экспертизы товаров, д-р техн. наук, профессор И. Э. Цапалова. За время функционирования совета защищены 22 кандидатские диссертации. Научные исследования осуществляются по 12 отраслям наук: математические, химические, исторические, экономические, философские, педагогические, юридические, политические, технические, биологические, социологические, науки о земле.
2004 год
На кафедре товароведения и экспертизы товаров на основе хозяйственных договоров разработаны новые технологии и пакет нормативных документов (ТУ и ТИ) на продукцию из дикорастущего сырья:
– под руководством заведующего кафедрой товароведения и экспертизы товаров, д-р техн. наук, профессора И. Э. Цапаловой для Красноярского крайпотребсоюза, Кемеровского облпотребсоюза на продукцию из папоротников;
– под руководством канд. техн. наук, доцента В. И. Бакайтис для Томского облпотребсоюза, заготовительно-перерабатывающих компаний Алтайского края «Аникс», «Русский гриб» и др. на продукцию из грибов первичной и глубокой переработки;
– под руководством канд. техн. наук, доцента М.Д. Губиной для Кемеровского облпотребсоюза на продукцию из плодов и ягод.
2001–2005 годы
- Под руководством проректора по учебной работе, д-ра     экон. наук, профессора З. А. Капелюк открыты новые специальности:

– высшего образования: «Профессиональное обучение (экономика и управление)», «Прикладная информатика», «Социально-культурный сервис и туризм», «Технология производства и переработки сельскохозяйственной продукции»;
– аспирантуры: «Теория и история права и государства», «Конституционное право, муниципальное право», «Теория и методика профессионального образования», «Социология управления», «Экономическая, социальная и политическая география»;
– докторантуры: «Экономика и управление народным хозяйством», «Бухгалтерский учет, статистика».
- Число факультетов возросло до 6. Созданы факультет     финансов и учета, факультет коммерции:
- Деканы факультетов: экономического факультета – канд.     экон. наук, доцент О. Н. Петрушенко; факультета финансов и учета – д-р     экон. наук, профессор О. П. Зайцева, товароведно-технологического – канд.     экон. наук, доцент Х. К. Хайруллин, факультета коммерции – канд. техн.     наук, профессор Т. В. Плотникова, юридического факультета – канд. юрид.     наук, доцент С. Г. Калганова, заочного факультета – канд. с.-х. наук,     доцент Г. И. Коврова.

2002–2005 годы
- Укрепляется материально-техническая база Университета:     сданы в эксплуатацию учебно-спортивный комплекс с бассейном, учебный     корпус 2, библиотечный корпус, спортивный комплекс;
- За выдающийся вклад в развитие науки профессора     Университета избраны в состав Академий наук:

– в состав Международной Академии наук высшей школы избраны академиками: А. Р. Бернвальд, З. А. Капелюк, Ю. И. Михайлов, М. В. Удальцова, П. В. Шеметов, В. Г. Чередниченко;
– в состав Сибирской академии наук высшей школы избраны членами-корреспондентами: В. В. Аксёнов, Л. П. Белковец, Т. В. Григорова, О. П. Зайцева, И. А. Кравец, В. И. Мейкшан, Л. П. Наговицина, А. С. Новоселов, О. А. Погорадзе, В. В. Салий, Л. А. Сипко, Н. В. Шаланов;
– в состав Российской сельскохозяйственной Академии наук избран членом-корреспондентом Ю. А. Новосёлов;
– в состав Академии проблем качества избраны академиком Т. В. Теплякова, членами-корреспондентами: И.Г. Воробьёва, Т.В. Плотникова, Е.Н. Степанова, С.Ф. Родина.
- Активно ведется подготовка кадров высшей квалификации в     аспирантуре. Научные руководители: д-р экон. наук, профессор Н. В.     Шаланов, автор учебников по экономико-математическим методам и моделям;     д-р экон. наук профессор В. В. Салий, автор учебников по маркетинговым     стратегиям потребительской кооперации; д-р экон. наук, профессор А. А.     Шапошников, автор учебников по аудиту; д-р экон. наук, профессор С. Д.     Надеждина, автор учебников по налогам и налогообложению; д-р экон. наук,     профессор М. В. Лычагин, автор учебников по финансовой экономике и бухгалтерскому     учету; д-р экон. наук, профессор А. А. Кисельников, автор учебников по     финансам;
- Исследования по проблемам питания координируются с     институтами академии медицинских наук в соответствии с «Основными     направлениями развития научных исследований на 2007–2010 гг. по     комплексной проблеме медицины РФ». Научный руководитель проекта заведующий     кафедрой технологии и организации общественного питания, д-р мед. наук,     профессор П. Е. Влощинский;
- Численность научно-педагогических работников составляет     529 чел., из которых докторов наук – 94, кандидатов наук – 275.

1996–2005 годы
Количество выпускников составило 21 517 человек.
2006–2016 годы
В университете создана многоуровневая система профессионального образования:
– по 44 направлениям бакалавриата и магистратуры;
– 3 специальностям высшего образования;
– 10 научным специальностям аспирантуры и докторантуры;
– 6 специальностям среднего профессионального образования;
– профильным программам дополнительного образования.
2008 год
В СибУПК внедрена система качества, соответствующая требованиям стандарта ИСО 9001:2000. Система менеджмента качества (СМК) сертифицирована международным органом по сертификации компанией ЗАО «СЖС Восток Лимитед» (SGS, Швейцария). В университете проходят внутренние аудиты деятельности подразделений и функционирования процессов. Координаторы внедрения и контроля системы СМК: Л. М. Струминская, С. С. Донецкая, Я. Б. Дорожкина.
2009 год
На международной выставке «УЧСИБ-2009» Университет удостоен Диплома и Малой золотой медали ITE «Сибирская Ярмарка» в номинации «Многоуровневая система образования как средство повышения качества высшего образования» за проект «Модель системы менеджмента качества (СМК) вуза».
2010 год
- Создан центр дистанционных технологий для обучения     иногородних студентов
- Реализован региональный проект комплексного     планирования социально-экономического развития территорий Новосибирской     области «Малая Родина», в рамках многостороннего Соглашения между     Университетом, Администрацией полномочного представителя Президента РФ в     СФО, Правительством НСО, администрациями районов НСО. Участники проекта –     студенты и аспиранты – стали победителями «Конкурса инновационных     проектов», прошедшего в Новосибирске в рамках Международного молодёжного     инновационного форума «ИНТЕРРА». Ответственный координатор проректор по     научной работе – д-р экон. наук, профессор М. В. Хайруллина.

2011 год
- Ректором СибУПК назначен д-р мед. наук Владимир Валентинович     Степанов, видный ученый в области медицины, теории и практики управления     организациями социальной сферы;
- Выпуск первого номера научно-теоретического журнала     «Вестник Сибирского университета потребительской кооперации»;
- Под руководством проректора по научной работе, д-ра     техн. наук, профессора В. И. Бакайтис проведено оформление и утверждение     руководителей 7 научных школ:

– Кооперативная модель хозяйствования и управление организациями на основе учетно-аналитического и финансово-экономического обеспечения,
– Социология потребительского рынка;
– Технологии производства и хранения сырья, пищевых продуктов и непродовольственных товаров;
– Правовая система России;
– Математическое моделирование экономических, социальных, физических процессов с применением методов прикладной информатики;
– Теория и практика педагогического образования в высшем учебном заведении;
– Социально-политическое развитие в современной России.
2014 год
- Создано 5 научно-инновационных центров:

– Научно-исследовательская лаборатория экспертизы товаров;
– Лаборатория теоретических и прикладных проблем кооперации;
– Учебно-опытное поле;
– Бизнес-инкубатор;
– Кабинет бизнес-проектирования коммерческой деятельности;
- Ученые университета под руководством д-ра экон наук,     профессора Л. П. Наговициной по заказу Минсельхоза НСО разработали     «Стратегию развития пищевой и перерабатывающей промышленности     Новосибирской области на период до 2025 года»;
- На базе НИЦ «Научно-исследовательская лаборатория     экспертизы товаров» под руководством заведующего кафедрой товароведения и     экспертизы товаров, д-ра техн. наук, профессора В. И. Бакайтис на основе     хозяйственного договора с Челябинским облпотребсоюзом разработаны новые     технологии и пакет нормативных документов (СТО и ТИ) на замороженные     полуфабрикаты; на основе хозяйственного договора с Томской     продовольственной компанией «САВА» и др. – пакет нормативных документов     (ТУ и ТИ) на масло облепиховое, продукты переработки овощей;
- На базе НИЦ «Бизнес-инкубатор» под руководством д-ра биол.     наук, профессора И. П. Березовиковой на основе хозяйственного договора     разработаны научно обоснованные меню для школьных и дошкольных     образовательных учреждений.

2015–2016 годы
Под руководством ректора СибУПК В. В. Степанова ученые университета на основе хозяйственного договора по заказу администрации города Искитима Новосибирской области разработали модель комплексной оценки социально-экономического развития.
2015 год
- Межкафедральный коллектив под руководством канд. экон     наук, доцента С. Д. Капелюка, канд. биол. наук, доцента С. Ю. Глебовой на     основе хозяйственного договора с Красноярским крайпотребсоюзом разработал     новые технологии хлебопечения и рекомендации по повышению эффективности     организации сбыта готовой продукции;
- Численность научно-педагогических работников     университета составляет 264 чел., из которых докторов наук – 37,     кандидатов наук – 151.

2006–2015 годы
Количество выпускников составило 30 501 человек.
2016-2021 годы
Образовательный процесс организован на 3 факультетах:
Факультет экономики и управления (декан канд. экон. наук, доцент О. Н Петрушенко), торгово-технологический (декан канд. техн. наук, доцент Ю. Ю. Миллер) и юридический (декан канд. юрид. наук, доцент Н. Л. Редько), которые реализуют образовательные программы по всем уровням образования: 14 направлениям бакалавриата, 2 специальностям специалитета, 10 направлениям магистратуры, 2 направлениям аспирантуры и 7 специальностям СПО, в том числе по программам из списка ТОП-50.
2016 год
Функционируют студенческие отряды: сервисные отряды «Профи-сервис» и «Лайм», отряд проводников «Вокруг света», педагогический отряд «Искра».
2018 год
- Ректором СибУПК назначена д-р техн. наук, профессор     Валентина Ивановна Бакайтис, выпускница НИСКТ, ведущий ученый в области     товароведения и экспертизы товаров, член-корреспондент Сибирской Академии     наук высшей школы;
- Под руководством проректора по учебной работе канд.     экон. наук, доцента Л. В. Ватлиной продолжается работа по актуализации     перечня специальностей подготовки. Открыты новые специальности среднего     профессионального образования из списка ТОП-50: «Информационные системы и     программирование», «Гостиничное дело», «Поварское и кондитерское дело»;
- Созданы профессиональные инновационные площадки: Центр     сервисных компетенций, Учебная гостиница, Служба бронирования отелей,     IT-лаборатория, Учебная бухгалтерия, Учебный магазин, Школа рабочих     профессий, Бизнес-школа;
- Создан цифровой Университет, объединяющий систему     управления вузом, электронный образовательный портал, систему     дистанционного обучения, площадку для синхронного и асинхронного     взаимодействия участников образовательного процесса,     электронно-библиотечные системы и специальные базы данных, современные     программы и аппаратные средства;
- Развивается обучение по заочной форме с применением     дистанционных образовательных технологий (ДОТ). Количество студентов     увеличилось с 85 человек в 2011 году до 2,5 тыс. человек в 2020 году;
- Под руководством проректора по научной работе, канд. экон.     наук, доцента Е. Н. Лищук функционируют 7 научных школ:

– Устойчивое развитие кооперативной модели;
– Повышение социально-экономической эффективности функционирования сферы услуг;
– Технологии производства и хранения сырья, пищевых продуктов и непродовольственных товаров;
– Современные проблемы публичного и частного права;
– Социально-экономическое развитие Российской Федерации в условиях глобальных вызовов;
– Теория и практика современного образования в условиях цифровизации;
– Историко-культурные и философские проблемы общественного развития.
- Создана эффективная система профориентационной работы и     продвижения образовательных услуг на региональном и зарубежном уровнях;
- Под руководством проректора по научной работе, канд.     экон. наук, доцента Е. Н. Лищук создана эффективная система заявочной     работы по получению грантов разного уровня на выполнение научной и     проектной деятельности: гранты Президента РФ, РФФИ, Правительства     Новосибирской области, Мэрии г. Новосибирска, зарубежных научных фондов, фонда     СибУПК.

2018 год
СибУПК становится членом Сетевого университета «Кооперация», сетевой кафедры ЮНЕСКО, Ассоциации азиатских университетов. Заключены 60 договоров о сотрудничестве с иностранными образовательными организациями.
2018–2020 годы
СибУПК – ежегодный победитель конкурса «Новосибирская марка» в номинации «За устойчивое развитие на рынке образовательных услуг».
2019 год
- Создан факультет дополнительного образования (декан     канд. техн. наук, профессор Т. В. Плотникова). На факультете реализуются     31 программа повышения квалификации и 10 программ профессиональной     переподготовки по бухгалтерскому учету, менеджменту, маркетингу,     гостиничному делу, педагогике, товароведению, юриспруденции и другим     направлениям;
- Создан научно-инновационный центр «Лаборатория     социально-экономических исследований». В лаборатории проводятся     фундаментальные научные исследования по изучению занятости и проблем     бедности населения, которые востребованы как на региональном, так и     федеральном уровнях. Научный руководитель лаборатории – канд. экон. наук,     профессор С. Д. Капелюк;
- Внедрены в образовательный процесс стандарты     WorldSkills как инструмент повышения профессиональной квалификации     выпускников;
- На площадке университета проходят национальные     межвузовские чемпионаты «Молодые профессионалы» (WorldSkills Russia) по     компетенциям: Поварское дело, Ресторанный сервис, Программные решения для     бизнеса, Предпринимательство, Администрирование отеля.

2020 год
- Создана площадка для проведения демонстрационного     экзамена по компетенции «Бухгалтерский учет»
- Активно развивается студенческое волонтерское движение
- Сформирована широкая региональная сеть иногородних     подразделений СибУПК. 3 филиала: Забайкальский институт предпринимательства     (г. Чита), Тюменский филиал (г. Тюмень), Тывинский филиал (г. Кызыл) и 15     центров информационного доступа: в Ачинске, Барнауле, Бердске,     Владивостоке, Горно-Алтайске, Искитиме, Иркутске, Красноярске, Кемерове,     Новокузнецке, Тулуне, Хабаровске, Улан-Удэ, Усть-Куте, Якутске
- Численность научно-педагогических работников составила     291 чел., из которых докторов наук – 24, кандидатов наук – 129
- В Университете обучаются более 10 000 студентов, в том     числе по программам высшего образования – 6350 человек, среднего     профессионального образования – 3747 чел. В том числе иностранных     студентов из Казахстана, Узбекистана, Кыргызстана, Таджикистана и других     стран – 450 человек
- Всего с 1956 года подготовлено 112 211 выпускников

## Ректоры
- 1956 — 1969 — Протопопов Николай Николаевич
- 1970 — 1985 — Туров Александр Семенович
- 1986 — 2011 — Бернвальд Арнгольд Рейнгольдович
- 2011 — 2018 — Степанов Владимир Валентинович
- с 2018 — Бакайтис Валентина Ивановна

## Кафедры

### Факультет экономики и управления
Факультет ведет образовательную деятельность по трем направлениям бакалавриата и одной специальности:
Экономика (бакалавриат)
• Бухгалтерский учет и финансы
• Экономика предприятий и организаций
Менеджмент (бакалавриат)
• Менеджмент организации
Прикладная информатика (бакалавриат)
·       Прикладная информатика в информационной сфере
Экономическая безопасность (специалитет)
·       Экономико-правовое обеспечение экономической безопасности
КАФЕДРЫ ФАКУЛЬТЕТА
- Информатики
- Иностранных языков и русской филологии
- Статистики и математики
- Бухгалтерского учета,анализа и аудита
- Менеджмента
- Финансов и кредита
- Теоретической и прикладной экономики

Экономический факультет был образован в 1956 году и по праву занимает важное место в жизни и истории университета. За время своего существования факультет экономики и управления подготовил более 40 тысяч специалистов, бакалавров и магистров. 

### Торгово-технологический факультет
Факультет ведет образовательную деятельность по 8 направлениям бакалавриата:
Технология продукции и организация общественного питания
• Технология продукции и организация в предприятиях питания
Технология производства и переработки сельскохозяйственной продукции
• Технология хранения и переработки сельскохозяйственной продукции
Товароведение
• Товароведение и экспертиза товаров
Туризм
• Технология и организация туроператорских и турагентских услуг
Гостиничное дело
• Гостиничная деятельность
Торговое дело
• Маркетинг и логистика в торговле
Реклама и связи с общественностью
• Реклама и связи с общественностью в коммерческой сфере
Психолого-педагогическое образование
• Психология и педагогика в социальной сфере
КАФЕДРЫ ФАКУЛЬТЕТА
- Технологии производства и переработки сельскохозяйственной продукции
- Педагогики, психологии и социологии
- Товароведения и экспертизы товаров
- Философии и истории
- Торгового дела и рекламы
- Физического воспитания и спорта
- Технологии и организации общественного питания
- Сервиса и туризма

Студенты факультета активно занимаются научно-исследовательской работой, которая имеет профессиональную направленность, могут реализовать свой научный потенциал, участвуя в работе научных кружков, проблемных групп, научных конференций, олимпиад, принимая участие в конкурсах инновационных идей и проектов. 

### Юридический факультет
Факультет ведет образовательную деятельность по двум образовательным программам бакалавриата и одной специальности:
Юриспруденция (бакалавриат)
Профили:
• Гражданско-правовой
• Уголовно-правовой
Правовое обеспечение национальной безопасности (специалитет)
Специализация:
Государственно-правовая
КАФЕДРЫ ФАКУЛЬТЕТА
- Гражданского права
- Трудового права и социального обеспечения
- Уголовного права, процесса и криминалистики
- Конституционного и международного права
- Теории и истории государства и права

Дата рождения факультета 4 ноября 1996 года. Более 7 000 выпускников юридического факультета СибУПК внесли ощутимую лепту в правовое просвещение населения Новосибирской области и Сибирского региона, они достойно применяют свои знания и навыки на рынке юридических услуг.

## Филиалыипредставительства
- Забайкальский институт предпринимательства в Чите.
- Филиалы в Кызыле, Тюмени,
- Представительства в Ачинске, Барнауле, Красноярске, Омске, Владивостоке, Кемерове, Иркутске, Новокузнецке,  Иркутске, Бердске, Искитиме, Хабаровске, Бурятии, Якутске, Гороно-Алтайске, Усть-Куте, Тулуне, Карасуке.

## Пресса
С 2011 года издается научно-теоретический журнал «Вестник Сибирского университета потребительской кооперации», выпускается университетская газета.

## Известные выпускники
- СибУПК окончил заслуженный артист Российской Федерации, глава администрации Алтайского края с 2004 по 2005 годы Михаил Евдокимов (род. в 1957 — погиб в 2005).
- Иванов Александр, писатель-натуралист, член Союза Писателей.
- Леонид Владимирович Горнин, заместитель министра финансов РФ.
- Мухамеджанов Урал Байгунсович, Председатель Мажилиса Парламента Республики Казахстан III и IV созыва.
- Сниккарс Павел Николаевич,  заместитель министра энергетики Российской Федерации
- Бурковская Анжелика Павловна, вице-президент Федерации рестораторов и отельеров Сибири
- Гудовский Андрей Эдуардович,депутат Городского совета депутатов г. Новосибирска
- Тарасов Александр Валерьевич, депутат Городского совета депутатов г. Новосибирска
- Хрущев Олег Николаевич,  заместитель начальника Главного управления Министерства юстиции РФ по НСО; Государственный советник юстиции Российской Федерации 2 класса

## Интересные факты
- Прозвище СибУПК — Торговый.